# Lindsaea centifolia
Lindsaea centifolia là một loài dương xỉ trong họ Lindsaeaceae. Loài này được Hillebr. mô tả khoa học đầu tiên năm 1888.
Danh pháp khoa học của loài này chưa được làm sáng tỏ. 